# Jingle
Il motivetto o jingle (termine inglese con significato di "tintinnio") è un breve motivo musicale che annuncia o accompagna, in genere, uno spot pubblicitario trasmesso dai mezzi di comunicazione di massa radio-televisivi. Di solito allegro e dalla linea melodica semplice, ha lo scopo di attirare l'attenzione dello spettatore verso il messaggio pubblicitario veicolato o di richiamare alla memoria il prodotto reclamizzato.

## Storia
Nato nel secondo decennio del XX secolo, al tempo delle prime trasmissioni radiofoniche, il jingle era spesso unito ad un breve testo rimato e facile da ricordare. Con l'avvento della televisione, il messaggio affidato al testo è stato progressivamente sostituito da immagini commentate, mantenendo la sola parte musicale del jingle, spesso identificativa del prodotto o della marca.
In alcuni casi i Jingle sono frutto di invenzioni musicali ad hoc, in altri riprendono musiche o canzoni particolarmente note, come ad esempio il celebre Jingle degli anni sessanta e settanta, cantato da Marisa Del Frate, «Voglio la caramella che mi piace tanto e che fa du-du du-dù du-du du-dù Dufour», realizzato per le caramelle Dufour, modificando leggermente il testo della canzone Quel motivetto che mi piace tanto, creata da Michele Galdieri e Dan Caslar, nel 1932, per la rivista Strade.

Il logo di General Mills

La pubblicità di Wheaties, con i suoi agganci lirici, è stata vista dai suoi proprietari come un grande successo. Secondo un resoconto, la General Mills aveva seriamente pianificato di porre fine alla produzione di Wheaties nel 1929 sulla base delle scarse vendite. Subito dopo la canzone "Hai provato Wheaties?" in onda in Minnesota, tuttavia, le vendite sono aumentate lì. Delle 53.000 casse di cereali per la colazione Wheaties vendute, 40.000 sono state vendute nel mercato delle Twin Cities. Dopo che il manager della pubblicità Samuel Chester Gale ha sottolineato che questo era l'unico luogo in cui "Hai provato Wheaties?" era in onda in quel momento, il successo del jingle fu accettato dalla compagnia. Incoraggiato dai risultati di questo nuovo metodo di pubblicità, General Mills ha cambiato la sua strategia di marca. Invece di far cadere i cereali, ha acquistato tempo commerciale a livello nazionale per la pubblicità. Il conseguente aumento delle vendite ha stabilito da solo il marchio "Wheaties" a livello nazionale. Le parole del jingle erano:
They're whole wheat with all of the bran.
Won't you try Wheaties?
For wheat is the best food of man.
They're crispy and crunchy
The whole year through,
The kiddies never tire of them
and neither will you.
So just try Wheaties,
The best breakfast food in the land.»
Dopo il successo di General Mills, altre aziende hanno iniziato a studiare questo nuovo metodo di pubblicità. Inizialmente, il jingle eludeva il divieto di pubblicità diretta che la National Broadcasting Company, catena di emittenti dominante, stava cercando di mantenere all'epoca. Un jingle poteva far ricordare il nome di un marchio ai potenziali clienti anche se non rientrava nella definizione di "pubblicità" accettata alla fine degli anni '20.
L'arte del jingle raggiunse il suo apice intorno al boom economico degli anni '50. Il jingle è stato utilizzato nella pubblicità di prodotti di marca come cereali per la colazione, caramelle, snack, bibite gassate, tabacco e birra. Vari franchising e prodotti volti all'immagine di sé dei consumatori, come automobili, prodotti per l'igiene personale (compresi deodoranti, collutori, shampoo e dentifrici) e prodotti per la pulizia della casa, in particolare detersivi, utilizzavano anche jingle.
La licenza commerciale delle canzoni pop ha causato il declino del jingle. Nel 1987 il brano dei Beatles "Revolution" è stato concesso in licenza per una campagna di scarpe Nike, che si sarebbe rivelata l'inizio di una rivoluzione nella pubblicità. Man mano che i mercati diventavano sempre più intasati da prodotti indistinguibili, non era più rilevante vantare la supremazia assoluta di un prodotto. Per ottenere un seguito fedele di un marchio, un buon prodotto non era sufficiente: un'azienda doveva rappresentare uno stile di vita o un'identità. Il piggybacking sull'esperienza emotiva e culturale diventò il modo più efficace per vendere prodotti.
I puristi della musica derisero la commercializzazione dei loro brani preferiti e i musicisti che volevano essere considerati "artisti seri" giurarono di non consentire mai che le loro canzoni venissero utilizzate in una campagna di marketing. Negli anni '80, Sting ha rifiutato un'offerta per utilizzare la canzone dei Police "Don't Stand So Close To Me" in uno spot di deodorante (ma lui e la sua musica in seguito recitarono in una campagna Jaguar nel 2000). Ciononostante queste campagne pubblicitarie hanno contribuito in modo significativo a far rivivere la musica di diversi musicisti acclamati dalla critica ma ampiamente sconosciuti, come Nick Drake, Stereolab e Spiritualized. Gli esperti di marketing sottolineano che gran parte del clamore che circonda la licenza delle canzoni pop per gli spot pubblicitari proviene dalle principali etichette discografiche. Gli accordi con gli inserzionisti e gli spettacoli in prima serata come "Grey's Anatomy" hanno aiutato le case discografiche a trovare nuovi modi per promuovere la loro musica e creare ulteriori flussi di entrate.
In Italia alcune frasi (a volte in rima) che accompagnavano i brevi motivi musicali negli anni 80 e 90 nei jingle sono rimasti nell'immaginario collettivo. Ad esempio:
- “Che stress, che stress, che stress tutto il giorno…ma Pompea No!”
- “Valfrutta, la natura di prima mano”
- “Crystal Ball se vuoi si attacca, non rompe niente e poi non macchia”
- “La morale è sempre quella: fai merenda con girella!”
- “Brrrrrr… Brancamenta”
- “Malizia profumo d’Intesa!”

Successivamente ha preso piede anche il product placement, la cospicua inclusione di prodotti di marca in programmi TV e film. Con l'invenzione del registratore video digitale (DVR), gli spettatori hanno potuto avanzare rapidamente bypassando gli spot pubblicitari, costringendo le aziende a trovare altri modi per pubblicizzare i propri prodotti.

### La crisi[7]. del Jingle
Nell'agosto 2016 The Atlantic ha riferito che negli Stati Uniti, il jingle un tempo popolare veniva sostituito da inserzionisti con un misto di musica pop antica e recente per rendere memorabili i loro spot pubblicitari. Nel 1998 c'erano 153 jingle in un campione di 1.279 spot nazionali; nel il 2011 il numero di jingle era sceso a otto jingle su 306 spot pubblicitari.

## Jingle di lunga durata

Logo di McCormick & Company.

Uno dei jingle più longevi è per Airplane Jelly di McCormick Foods. Composto in Australia nel 1943, il jingle è stato utilizzato nella pubblicità fino al 21º secolo. Negli anni '40 divenne famoso perché veniva trasmesso più di 100 volte al giorno su alcune stazioni.

## Jingle alternativi
I jingle possono essere utilizzati anche per scopi di parodia, resi popolari nei formati radio Top 40/CHR principalmente Hot30 Countdown, utilizzati principalmente per motivi di branding.
Le stazioni televisive hanno anche introdotto le proprie jingle audio per rafforzare la loro identità di marca.

## Jingle radiofonici

Logo di Radio Italia. Nel 2018 ha rinnovato il proprio Jingle "Radio Italia solo musica italiana, un'amica che ti tiene compagnia, ti regalerà la felicità, Radio Italia solo musica italiana."

Molto spesso il termine "jingle radiofonici" può essere usato per descrivere collettivamente tutti gli elementi del marchio o dell'identificazione della stazione radio. Esattamente il termine nel contesto della radio usato per descrivere solo quegli elementi di branding della stazione che sono musicali o cantati. I jingle cantati sono la forma più comune di branding di stazioni radio altrimenti noto come imaging. Un jingle radiofonico viene quindi creato in uno studio da cantanti e include una rappresentazione musicale del nome e della frequenza della stazione radio. Le stazioni radio subappaltano a produttori di jingle radiofonici specializzati che creeranno il suono musicale e la melodia, insieme alla registrazione dei cantanti. Gli elementi, chiamati ciambella (donut), verranno quindi inviati alla stazione radio in diverse variazioni di tempo per essere modificati dai produttori radiofonici locali prima di essere trasmessi tra le canzoni o all'interno e all'esterno delle interruzioni pubblicitarie. In alternativa, i jingle possono essere realizzati internamente dal personale di produzione.

## Diritto d'autore
Quando vengono incaricati di scrivere jingle, gli autori a volte creano tutti gli aspetti di esso: musica, testi, performance e registrazione. In questo caso, l'autore può essere pagato per questi aspetti oltre a una tariffa fissa. E sebbene l'inserzionista riceva diritti esenti da royalty di autore, a volte egli cercherà di mantenere i diritti di esecuzione. Nella maggior parte dei casi l'autore non detiene alcun diritto. In altri casi, gli inserzionisti acquistano jingle in pacchetti da produttori specializzati in jingle. Gli autori che lavorano per questi produttori ricevono uno stipendio e non mantengono i diritti, i quali appartengono al produttore, che può venderli a un inserzionista.